# هوراشيو ألجر
هوراشيو ألجر (بالإنجليزية: Horatio Alger)‏ (وُلد في 13 يناير 1832-تُوفي في 18 يوليو 1899) هو روائيٌ أمريكي متخصص في أدب الشباب، وتَدور رواياته حول صبية فقراء وصُعودهم من خلفيات متواضعة نحو حياة طبقة وُسطى مليئة بالأمن والراحة من خلال العمل الجاد والعزيمة والشجاعة والصدق. تَميزت كتاباته بسرد «من الفقر إلى الثراء»، الذي كان له تأثير تكويني على الولايات المتحدة خلال العصر المذهب.
تَشترك جميع روايات ألجر اليافعة في نفس الفكرة والمعروفة باسم «أسطورة هوراشيو ألجر»: صَبي مُراهق يعمل بجد للهروب من الفقر. في كثير من الأحيان، ليس العمل الشاق هو ما يُنقذ الصبي، بل فِعل استثنائي من الشجاعة أو الصدق. قد يُعيد الصبي مبلغًا كبيرًا من المال المفقود أو ينقذ شخصًا ما من عربة مقلوبة، وهذا يجلب انتباه شخص ثري نحو الصبي –ومحنته-.
ضَمِن ألجر مكانته الأدبية في عام 1868 مع نشر كتابه الرابع، ديك الأشعث (بالإنجليزية: Ragged Dick)، وهي قصة صُعود مُلمع أحذية إلى مستوى احترام الطبقة الوسطى. لاقت هذه الرواية نجاحًا كبيرًا. كُتبه العديدة التي تلت ذلك كانت بشكل أساسي تنويعات حول ديك الأشعث وحول شخصياته المميزة: الشباب الباسل والمجتهد والصادق، والنبيل الغامض والغريب، والشباب المغرور، والإقطاعي الشرير والجشع.
في سبعينيات القرن التاسع عشر، بدأت روايات ألجر بالوهْن. اقترح ناشره القيام بجولة في الغرب الأمريكي للحصول على مواد جديدة لتجسيدها في رواياته، فقام ألجر برحلة إلى كاليفورنيا، لكن الرحلة لم يكن لها تأثيرٌ يُذكر على كتاباته: فقد ظل غارقًا في الفكرة الرصينة «الولد الفقير يَصنع الخير»، إلا أن خلفيّات هذه الروايات أصبحت في الغرب الأمريكي بدلاً من البيئات الحضرية في شمال شرق الولايات المتحدة.
في العقود الأخيرة من القرن التاسع عشر، تجاوبت الأخلاقية القصصية عند ألجر مع التغيْر في أذواق الأطفال وكانت الإثارة الحسية مطلوبة من قبل الجمهور. أخلاق العمل البروتستانتية كانت أقل انتشارًا في الولايات المتحدة، فدخل العنف والقتل وغيره من الموضوعات المثيرة أعمال ألجر. تَساءل موظفو المكتبات العامة عما إذا كان ينبغي إتاحة كتبه للشباب. نجحت كتبه لفترة وجيزة، لكن الاهتمام بروايات ألجر قد تجدد في العقود الأولى من القرن العشرين وبِيعت بالآلاف. بحلول الوقت الذي توفي فيه عام 1899 نَشر ألجر حوالي مائة مجلد، وتم دفنه في ناتيك، ماساتشوستس. مَنحت جمعية ألجر هوراشيو للأميركيين المتميزين منذ عام 1947 منحًا دراسية وجوائزًا للأفراد المُتميزين.

## الإرث
منذ عام 1947، مَنحت جمعية ألجر هوراشيو للأميركيين المتميزين جائزة سنوية لـ «الأفراد البارزين في مجتمعنا الذين نجحوا في مواجهة الشدائد» ومنح دراسية «لتشجيع الشباب على متابعة أحلامهم بعزم ومثابرة».
أقامت جمعية مساعدة الأطفال احتفالًا في عام 1982 بمناسبة ذكرى مولده الـ 150، قدّمت المديرة التنفيذية لجمعية ألجر هوراشيو للأميركيين المتميزين هيلين جراي مجموعة مُختارة من كتب ألجر إلى فيليب كولتوف، وهو المدير التنفيذي لجمعية مساعدة الأطفال.
في عام 1982، ارتكز الفيلم الموسيقي شاين! (بالإنجليزية: Shine!) على أعمال ألجر، وبالتحديد ديك الأشعث وساعي مكتب سيلاس سنوبدين.
في عام 2015، نُشرت العديد من كُتب ألجر على هيئة كتب ورقية مُصورة وكُتب إلكترونية تحت عنوان «قصص النجاح» لألجر هوراشيو. بالإضافة إلى ذلك، عُرضت كتبه ككتب صوتية درامية من قبل الناشر نفسه.

## أسلوبه وأفكاره
يَصف الباحث غاري شارنهورست أسلوب ألجر بأنه «مفارقة تاريخية»، و«مثير للضحك في كثير من الأحيان»، و«مميز»، و«يتميز بِجودة تلميحاته الأدبية». بدءاً من الكتاب المقدس وويليام شكسبير (نصف كتب ألجر تحتوي على مراجع شكسبيرية) لجون ميلتون وشيشرون، المراجع التي استخدمها شهدت على سعة اطلاعه. يَعزو شارنهورست الفضل في ظهور أدب بلب فيكشن (بالإنجليزية: pulp fiction) إلى الإيحاءات في روايات ألجر.
يصف شارنهورست ستة محاورٍ رئيسيةٍ في كُتب ألجر للأطفال. الأول هو «الصعود إلى الاحترام»، كما هو واضح في كلا كتبه المبكرة والمتأخرة، لا سيما كتاب ديك الأشعث، الذي أعلن بطله الشاب الفقير به «أريد قلب ورقة جديدة، وأن أكبر لأصبح ضمن المشهد». لا تُربحه حياته الفاضلة الثروات، بل بشكل أكثر واقعي، تُربحه وظيفة مكتبية مريحة وراتب. الموضوع الرئيسي الثاني هو كسب القوة من خلال المِحَن. على سبيل المثال في كتابه سترونج أند ستيدي أند شيفتنج فور هيمسيلف (بالإنجليزية: Strong and Steady and Shifting for Himself) يَنتقل الأبطال من الثراء إلى الفقْر ويضطرون إلى تلبية مطالب ظروفهم الجديدة. استشهد ألجر من حين لآخر بأبي لينكولن كنموذج عن الفكرة الدراجة في كتاباته. الموضوع الثالث هو «الجمال مقابل المال» والذي أصبح محوريًا في أدب ألجر. تَقع الشخصيات في الحب وتتزوج على أساس شخصياتها أو مواهبها أو فكرها بدلاً من حجم حساباتها المصرفية. في رواية طفل القطارعلى سبيل المثال، تختار وريثة ثرية أن تتزوج من فنان موهوب ولكن يعاني من ظروف صعبة، وفي رواية أخرى، تَفوز امرأة فقيرة بحبها الحقيقي على الرغم من مكائد الخطيب الغني المفسد. مواضيع رئيسية أخرى تَشمل العالم القديم مقابل الجديد.
كل روايات ألجر لها حبكات متشابهة: فتى يُكافح للهروب من الفقر من خلال العمل الشاق والعيش النظيف. ومع ذلك، ليس هما ما ينقذان الطفل من وضعِه دائمًا، بل رجل نبيل أكثر ثراءً يُعجب بالصبي نتيجة لأعمال الشجاعة أو الصدق الاستثنائية التي قام بها الفتى. على سبيل المثال، الفتى يُنقذ طفلاً من عربة مقلوبة أو يَجد ويعيد ساعة الرجل المسروقة. غالبًا ما يأخذ الرجل الصبي إلى منزله كوصي عليه أو رفيق ويساعده في العثور على وظيفة أفضل، مكان فتى آخر أقل صدقًا أو اجتهادًا في بعض الأحيان.
وفقًا لشارنهورست، كان والد ألجر «رجلًا فقيرًا» تخلّف عن سداد ديونه في عام 1844، واُستولي على ممتلكاته حول تشيلسي وحُجزت عند مالك محلي كان يحتفظ بالرهون. يتكهن شارنهورست أن هذا الجزء من طفولة ألجر يُعزى له الموضوع المتكرر في كتبه للأطفال عن أبطال مُهددين بالإخلاء أو الرهن وقد يفسر هذا «تبني ألجر المستمر لمقترحات الإصلاح البيئي». يَكتب شارنهورست «طوال حياته كان غير آمن من الناحية المالية، ربما كان ألجر الشاب ناشطًا في منظمات الإصلاح مثل منظمات الاعتدال ومساعدة الأطفال كوسيلة لحل قلقه بشأن وضعه وتأسيس وضعه كرجل نبيل نحو القيادة».
يشير الباحث إدوين ب. هويت أن أخلاق ألجر «خَشُنت» في حوالي عام 1880، وربما تأثرت بالحكايات الغربية التي كان يكتبها، لأن «أكثر الأمور المروعة أصبحت الآن معروضة ومُستكشفة». رغم أنه واصل الكتابة للأطفال، إلا أن ألجر استكشف مواضيع مثل العنف و«الانفتاح في العلاقات بين الجنسين والأجيال»، ويعزو هويت هذا التحول إلى تراجع الأخلاق البروتستانتية في أمريكا.
يُلاحظ الباحث جون جيك أن ألجر اعتمد على «صِيغ تجريبية بدلاً من تحليل ثاقب للسلوك الإنساني»، وأن هذه الصِيغ كانت «مركّزة ثقافياً» و «تعليميّة قوية». على الرغم من أن المجتمع الحدودي كان شيئًا من الماضي خلال مسيرة ألجر، إلا أن جيك يؤكد أن «فكرة الحدود، حتى في الأحياء الفقيرة في المدن، توفر نوعًا من التوجيه الخيالي الذي يُمكن من خلاله الاحتفاء بعقلية جاك وانتقادها». يرى جيك أن جمهور ألجر المقصود كان من الشباب الذين «تتشكل دوافعهم للعمل بشكل فعّال من خلال الدروس التي يتعلمونها».

## وصلات خارجية
- هوراشيو ألجر على موقع الموسوعة البريطانية (الإنجليزية)
- هوراشيو ألجر على موقع إن إن دي بي (الإنجليزية)

- ألجِر، هُوراشيُو